# Raotepe
O príncipe Raotepe era um príncipe do Antigo Egito durante a IV dinastia. Ele era provavelmente filho do faraó Seneferu e sua primeira esposa, embora Zahi Hawass sugira que seu pai era Huni.
Raotepe (R 'htp) significa "Rá está satisfeito". Rá é um deus do sol. Otepe significa "satisfeito". (Outro significado é 'Rá-pacífico', 'Rá-contente'.)
| D21 · D36 | R4 · X1 · Q3 |

## Biografia
Os títulos de Raotepe foram inscritos em uma magnífica estátua dele que, com uma estátua de sua esposa, foi escavada em sua mastaba em Meidum em 1871 por Auguste Mariette. Estes o descrevem como Sumo Sacerdote de Rá em Heliópolis (com o título adicional, exclusivo para Heliópolis, a cidade de Rá, de "O Maior dos Videntes"), Diretor de Expedições e Supervisor de Obras. Ele também tem um título dado à alta nobreza, "o filho do rei, gerado de seu corpo".
O irmão mais velho de Raotepe era Nefermaate I, e seu irmão mais novo era Ranefer. Raotepe morreu quando ele era jovem, então seu meio-irmão Quéops se tornou faraó após a morte de Seneferu.
A esposa de Raotepe era Nofrete. Seus pais são desconhecidos.
Noferte e Raotepe tiveram três filhos – Jedi, Itu e Nefercau – e três filhas – Mererete, Nejemibe e Setetete. Eles são retratados na tumba de Raotepe.

## Representações de Raotepe

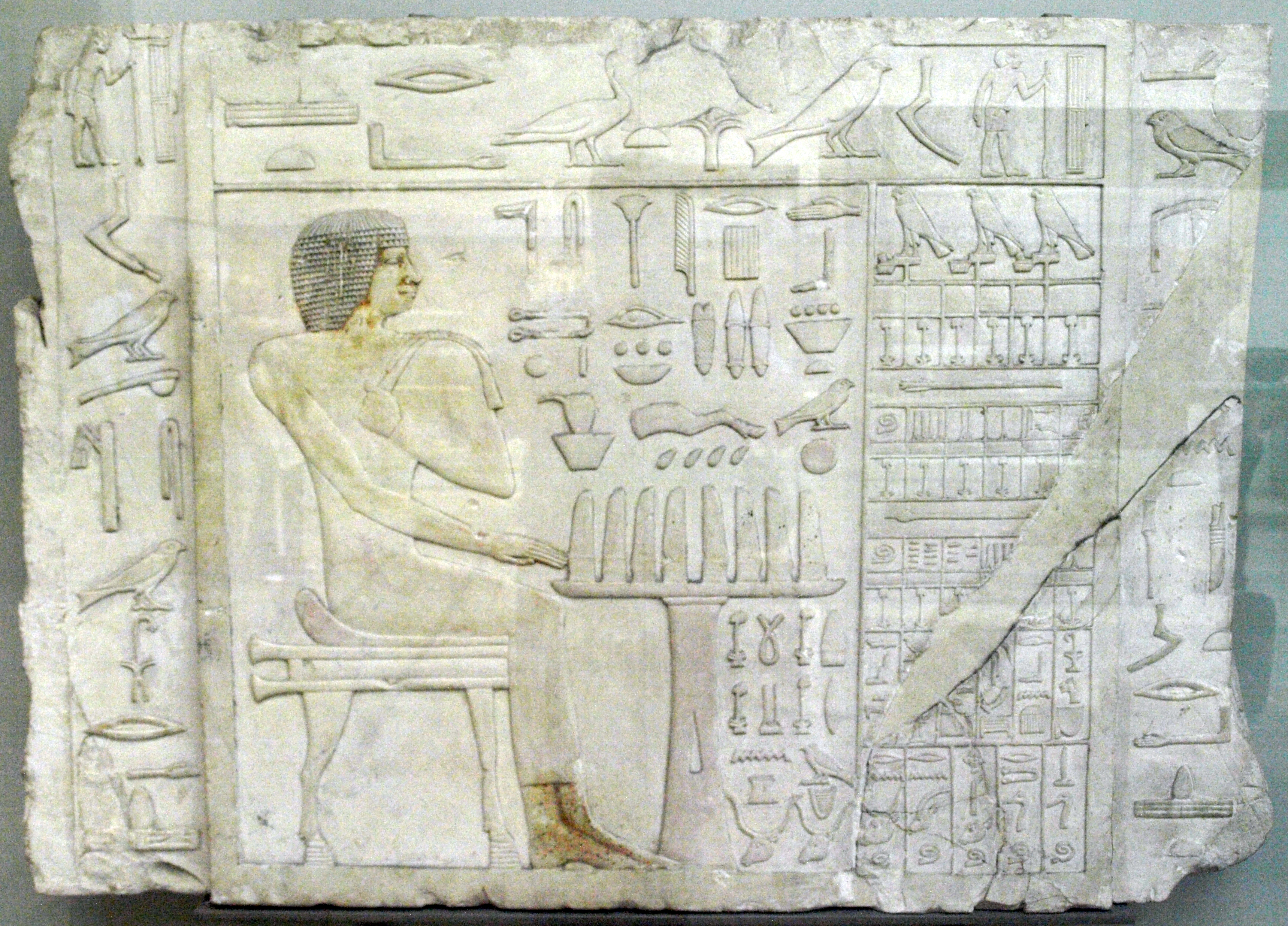
Estela de laje de Raotepe no Museu Britânico
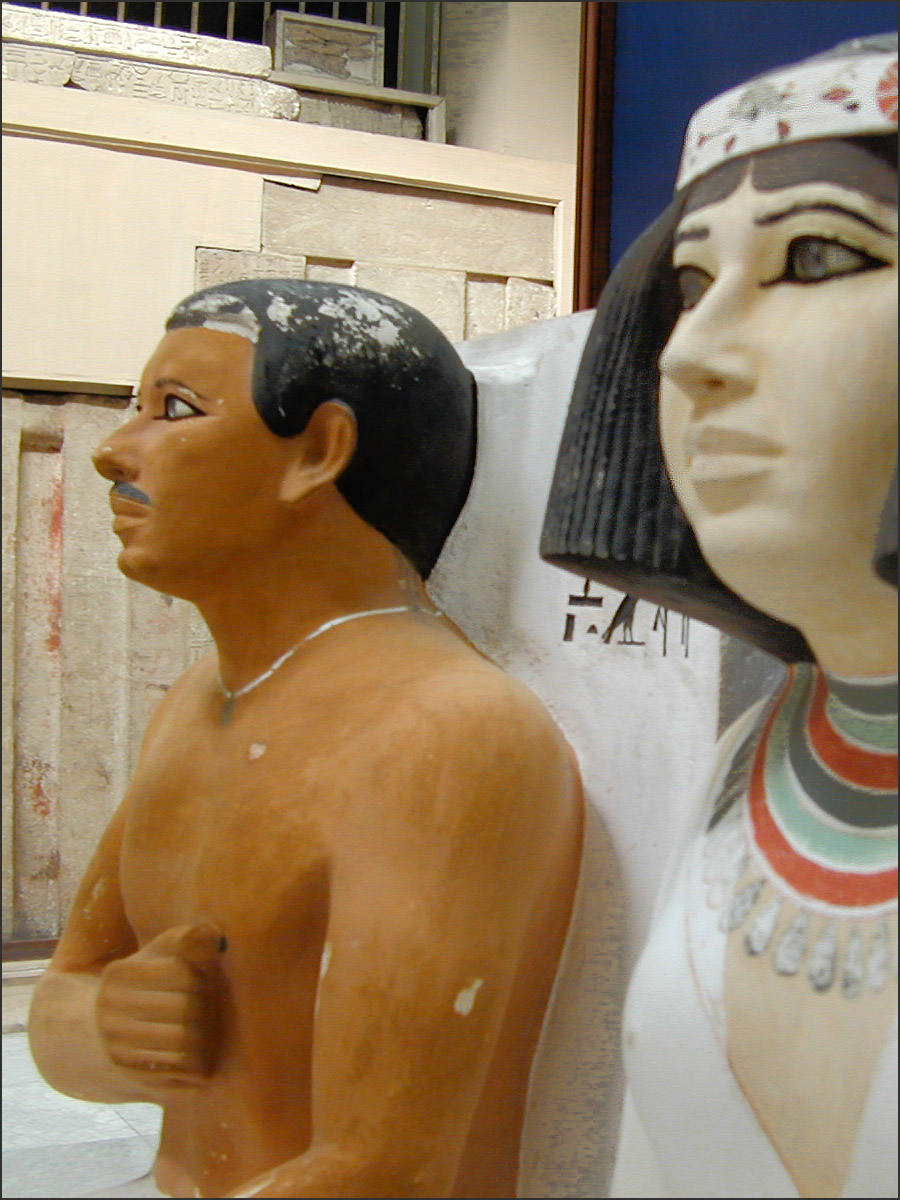
Estátuas de Raotepe e Noferte no Museu Egípcio do Cairo
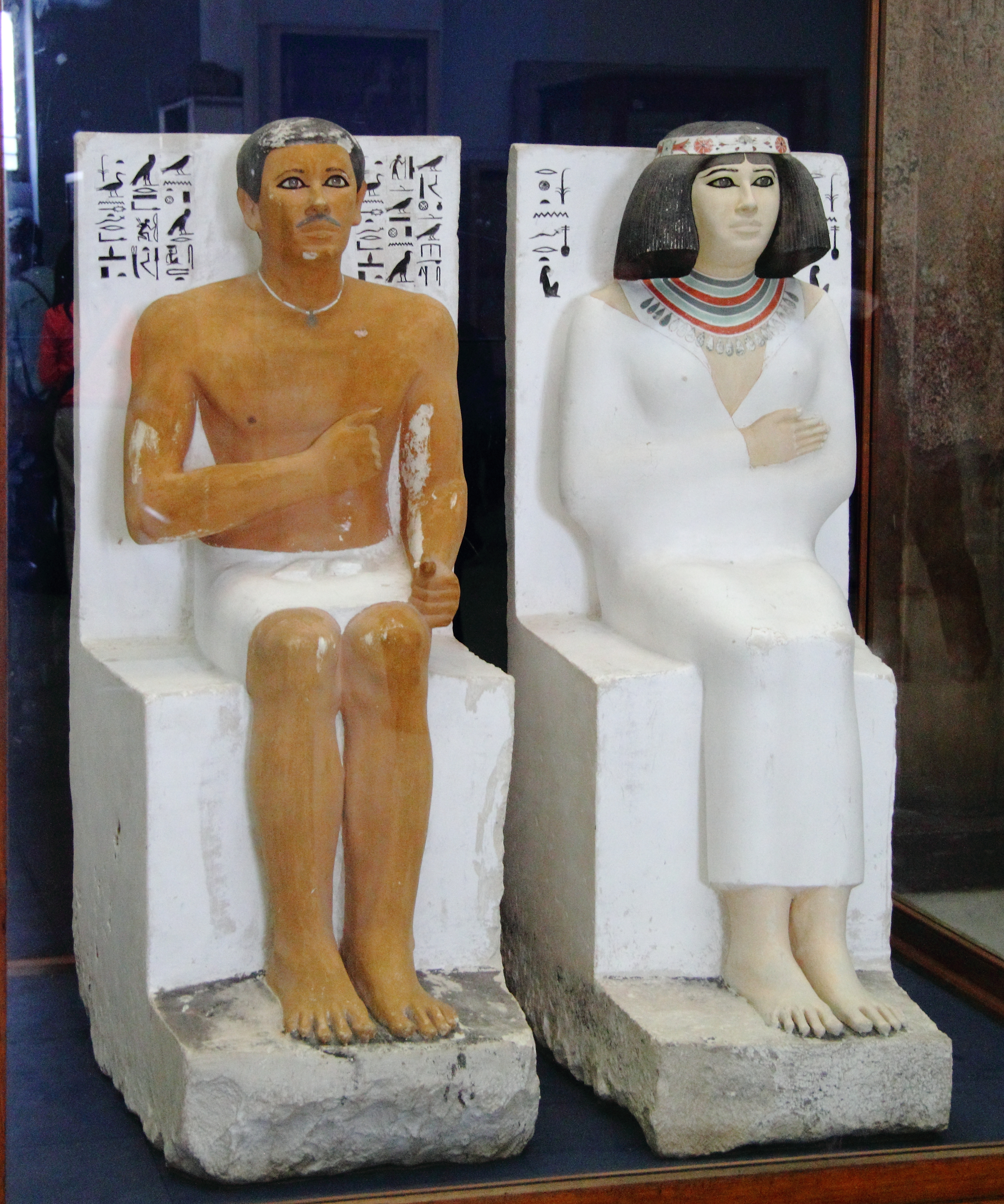
Estátuas de Raotepe e Noferte no Museu Egípcio do Cairo
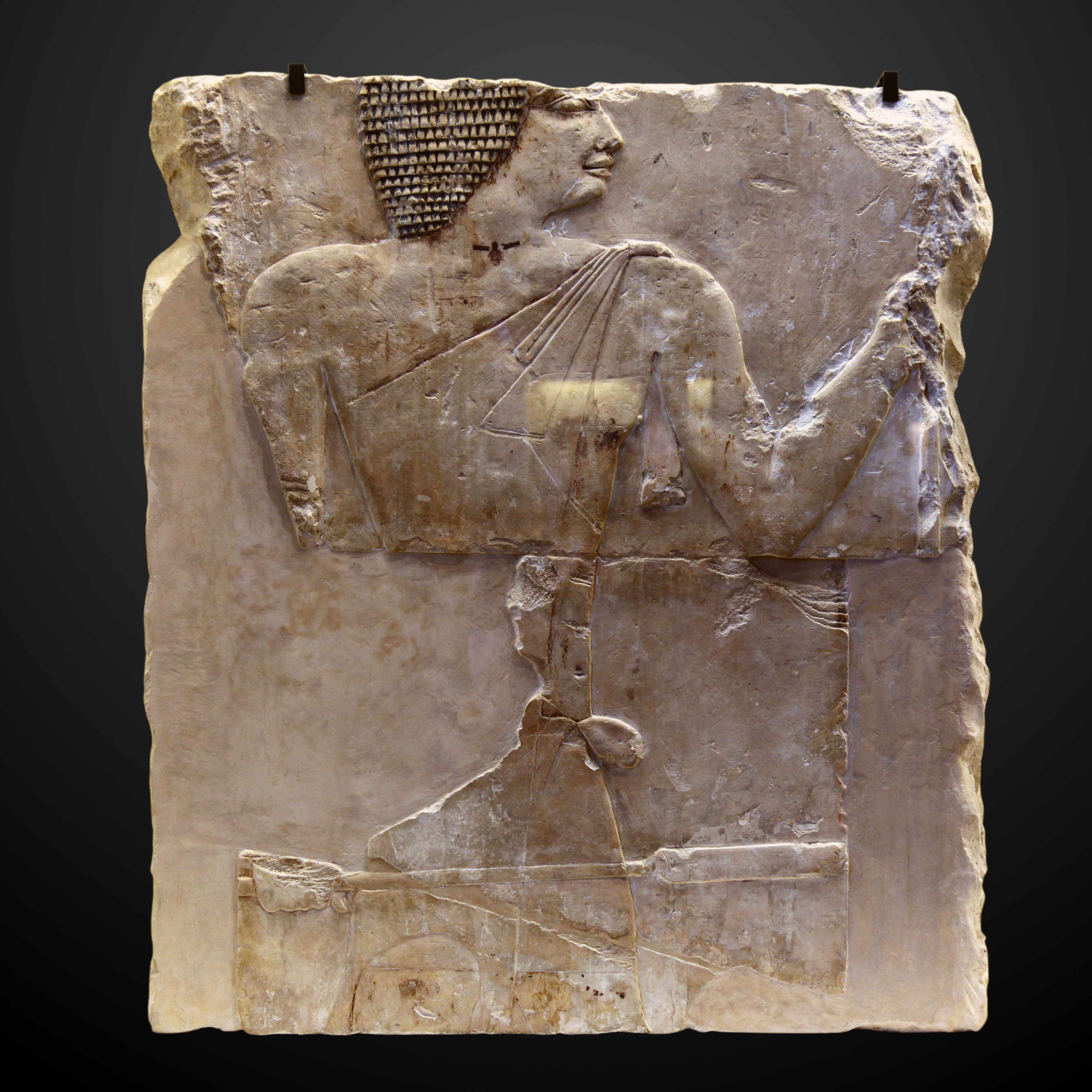
Estela da mastaba de Raotepe, em exibição no Louvre
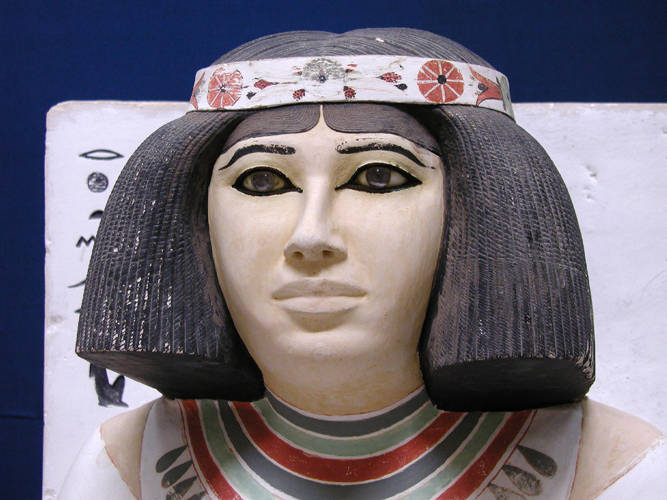
Noferte (Nfr-t)| nfr | f&r&t |

| B1 |(da estátua)[7]